# 유자와정
유자와정(일본어: 湯沢町 유자와마치[*])은 일본 니가타현 미나미우오누마군의 정이다.
주변의 미나미우오누마시, 도카마치시와 함께 스키장이 많다. 일본에서 손꼽히는 리조트 밀집지이기도 하며, 일본에서 리조트형 도시 개발의 첫 모델로 자주 언급된다. 니가타현 주에쓰 지진 때 직접적 피해는 적었지만 사람들의 기피로 의한 관광객 감소 때문에 큰 경제적 손실이 생겼다.

## 인접한 자치체
- 니가타현
  - 미나미우오누마시
  - 도카마치시
  - 나카우오누마군 쓰난정
- 나가노현
  - 시모미노치군 사카에촌
- 군마현
  - 아가쓰마군 구니촌, 나카노조정
  - 도네군 미나카미정

## 역사
유자와정의 역사는 헤이안 시대 말기에 온천의 발견과 함께 시작되었다. 에도 시대에는 미쿠니 가도의 슈쿠바(역참 마을)로 발전했다. 1931년에 조에쓰선이 개통하고 이듬해인 1932년 7월 9일에 온도 71도, 1분에 270리터 자연 용출하는 온천을 개발했다. 이후 차례차례로 온천 굴착에 큰 성과를 올렸으며, 유자와 온천의 기초가 완성되면서 대규모 온천 휴양지가 되어 갔다. 또 1937년에 가와바타 야스나리의 소설 《설국》이 간행되면서 에치고 유자와의 지명도는 일본 전역으로 뻗어나갔다.
온천 관광지로 발전한 결과 2000년에는 전체 취업 인구의 81%가 3차 산업에 종사하고 있는 반면에 1차 산업과 2차 산업은 입지가 어려운 지형 조건 때문에 해마다 감소하고 있다. 1982년의 조에쓰 신칸센 개통과 1985년 간에쓰 자동차도 전선 개통, 1997년 호쿠에쓰 급행 호쿠호쿠선의 개업 등으로 교통이 편리해져 정의 취업 인구, 특히 3차 산업 취업자가 계속 증가했다.

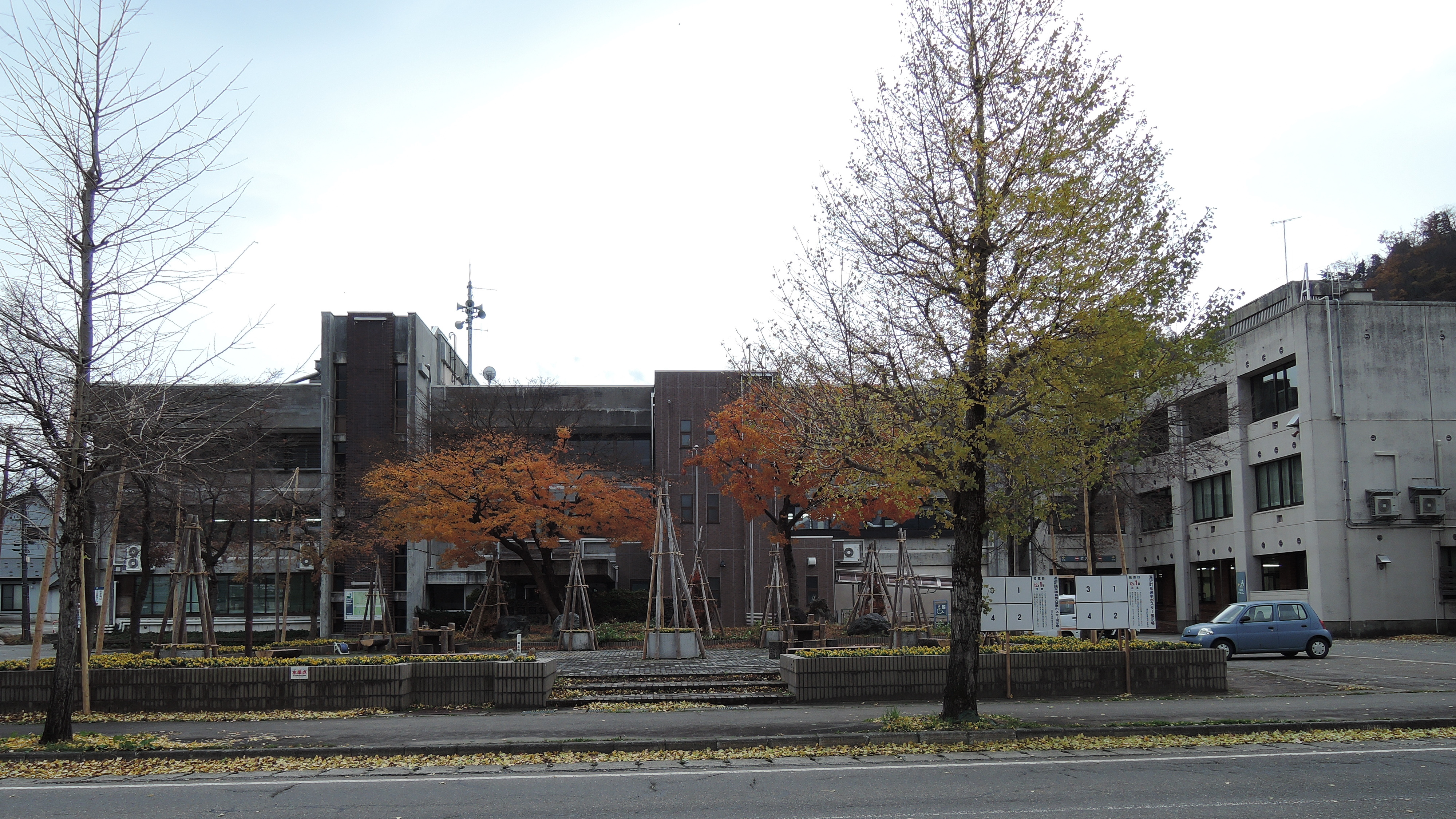
유자와정 사무소

## 미디어
옛날부터 온천 마을로 알려져 노벨 문학상 수상 작가인 가와바타 야스나리의 소설 《설국》의 무대가 되었다. 최근에는 후지 록 페스티벌의 회장이기도 한 나에바 스키장이 스키의 메카로 인기를 끌고 있다.

## 교통

### 철도
- 동일본 여객철도
  - 조에쓰 신칸센
  - 조에쓰선
- 호쿠에쓰 급행
  - 호쿠호쿠선

### 도로
- 간에쓰 자동차도
- 국도 17호선
- 국도 353호선

## 인구
| 연도 | 인구  | ±%     |
| ---- | ----- | ------ |
| 1970 | 8,374 | —      |
| 1980 | 9,514 | +13.6% |
| 1990 | 9,986 | +5.0%  |
| 2000 | 9,130 | −8.6%  |
| 2010 | 8,396 | −8.0%  |
| 2020 | 7,767 | −7.5%  |

## 기후
| 유자와정의 기후                                              | 유자와정의 기후 | 유자와정의 기후 | 유자와정의 기후 | 유자와정의 기후 | 유자와정의 기후 | 유자와정의 기후 | 유자와정의 기후 | 유자와정의 기후 | 유자와정의 기후 | 유자와정의 기후 | 유자와정의 기후 | 유자와정의 기후 | 유자와정의 기후 |
| 월                                                           | 1월             | 2월             | 3월             | 4월             | 5월             | 6월             | 7월             | 8월             | 9월             | 10월            | 11월            | 12월            | 연간            |
| ------------------------------------------------------------ | --------------- | --------------- | --------------- | --------------- | --------------- | --------------- | --------------- | --------------- | --------------- | --------------- | --------------- | --------------- | --------------- |
| 역대 최고 기온 °C (°F)                                       | 15.5 (59.9)     | 17.8 (64.0)     | 22.8 (73.0)     | 28.5 (83.3)     | 34.1 (93.4)     | 33.7 (92.7)     | 36.6 (97.9)     | 37.2 (99.0)     | 34.7 (94.5)     | 31.0 (87.8)     | 25.3 (77.5)     | 21.5 (70.7)     | 37.2 (99.0)     |
| 일평균 최고 기온 °C (°F)                                     | 2.8 (37.0)      | 3.6 (38.5)      | 7.7 (45.9)      | 15.3 (59.5)     | 21.9 (71.4)     | 25.0 (77.0)     | 28.5 (83.3)     | 29.9 (85.8)     | 25.4 (77.7)     | 19.1 (66.4)     | 12.8 (55.0)     | 6.1 (43.0)      | 16.5 (61.7)     |
| 일일 평균 기온 °C (°F)                                       | −0.4 (31.3)     | −0.1 (31.8)     | 3.0 (37.4)      | 9.2 (48.6)      | 15.7 (60.3)     | 19.9 (67.8)     | 23.5 (74.3)     | 24.7 (76.5)     | 20.5 (68.9)     | 14.3 (57.7)     | 7.9 (46.2)      | 2.3 (36.1)      | 11.7 (53.1)     |
| 일평균 최저 기온 °C (°F)                                     | −3.2 (26.2)     | −3.4 (25.9)     | −0.9 (30.4)     | 3.9 (39.0)      | 10.1 (50.2)     | 15.4 (59.7)     | 19.7 (67.5)     | 20.6 (69.1)     | 16.6 (61.9)     | 10.3 (50.5)     | 3.9 (39.0)      | −0.7 (30.7)     | 7.7 (45.8)      |
| 역대 최저 기온 °C (°F)                                       | −12.6 (9.3)     | −11.5 (11.3)    | −10.6 (12.9)    | −5.6 (21.9)     | 0.7 (33.3)      | 6.2 (43.2)      | 11.6 (52.9)     | 13.1 (55.6)     | 6.2 (43.2)      | 0.1 (32.2)      | −6.6 (20.1)     | −9.8 (14.4)     | −12.6 (9.3)     |
| 평균 강수량 mm (인치)                                        | 314.9 (12.40)   | 213.3 (8.40)    | 165.4 (6.51)    | 109.6 (4.31)    | 99.7 (3.93)     | 135.3 (5.33)    | 214.3 (8.44)    | 204.5 (8.05)    | 175.5 (6.91)    | 177.7 (7.00)    | 194.7 (7.67)    | 309.3 (12.18)   | 2,301.9 (90.63) |
| 평균 강설량 cm (인치)                                        | 377 (148)       | 288 (113)       | 159 (63)        | 20 (7.9)        | 0 (0)           | 0 (0)           | 0 (0)           | 0 (0)           | 0 (0)           | 0 (0)           | 12 (4.7)        | 210 (83)        | 1,054 (415)     |
| 평균 강수일수 (≥ 1.0 mm)                                     | 24.0            | 20.0            | 20.0            | 13.5            | 11.9            | 13.4            | 15.7            | 13.9            | 14.4            | 14.9            | 17.3            | 21.9            | 200.9           |
| 평균 강설일수 (≥ 3 cm)                                       | 20.8            | 17.1            | 14.4            | 2.5             | 0               | 0               | 0               | 0               | 0               | 0               | 1.1             | 11.0            | 66.9            |
| 평균 월간 일조시간                                           | 45.8            | 62.3            | 95.2            | 149.0           | 189.4           | 140.1           | 129.1           | 164.1           | 111.7           | 107.6           | 88.9            | 63.5            | 1,346.7         |
| 출처: 일본 기상청 (평년값: 1991년~2020년, 극값: 1978년~현재) |                 |                 |                 |                 |                 |                 |                 |                 |                 |                 |                 |                 |                 |